# Heilig Hartbeeld (Oosteind)
Het Heilig Hartbeeld is een standbeeld in het Nederlandse dorp Oosteind, gemeente Oosterhout.

## Achtergrond
Het Heilig Hartbeeld, gemaakt door Jan Custers, werd geplaatst in 1927 ter gelegenheid van het zilveren jubileum van pastoor J.A.M.C. Laane en het vijfenzeventig jarig bestaan van de parochie Oosteind. Het staat voor de Johannes de Doperkerk.

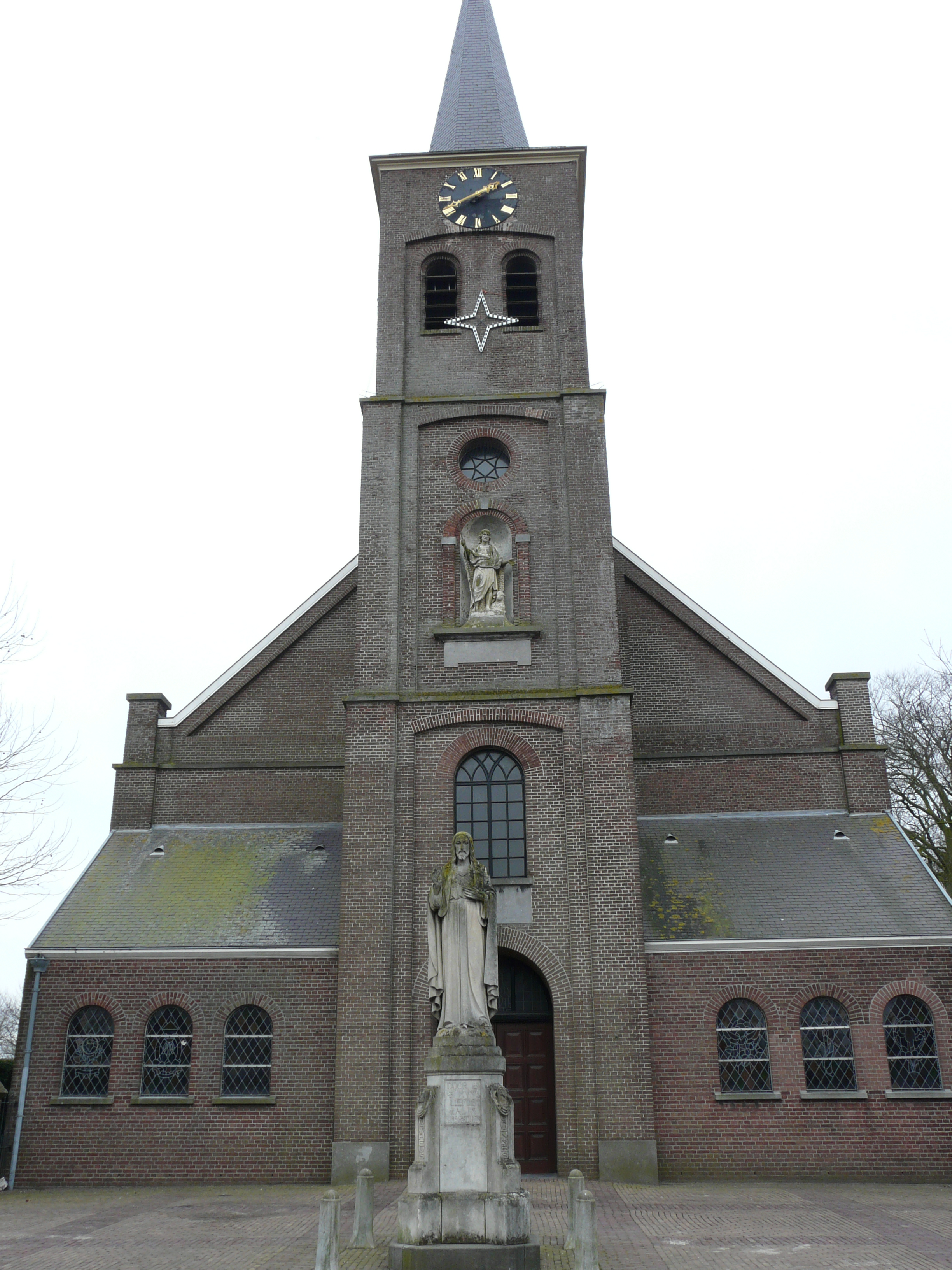
Het beeld voor de toren

## Beschrijving
Een staande Christusfiguur, met zijn recherhand zegenend opgeheven en zijn linkerhand wijzend naar een vlammend hart op zijn borst, staand op een sokkel. Op de hoeken van de sokkel zijn de namen van de vier evangelisten aangebracht, elk met hun bijhorend symbool: de engel van Mattheus, de leeuw van Marcus, de stier van Lucas en de adelaar van Johannes. Op de voorkant van de sokkel staat de tekst 

DOOR MYNE LIEFDE ZAL IK HEERSCHEN